# Acacia spinescens
Acacia spinescens é uma espécie de leguminosa do gênero Acacia, pertencente à família Fabaceae.